# Sechs von Leipzig
Die Sechs von Leipzig (häufig auch als die Leipziger Sechs bezeichnet) ist die Bezeichnung für eine sechsköpfige Gruppe, die mit ihrem gemeinsamen Aufruf am 9. Oktober 1989 zur Gewaltfreiheit der Montagsdemonstration während der Friedlichen Revolution in Leipzig beitrug.

## Mitglieder der Sechs von Leipzig
- Kurt Masur, Gewandhauskapellmeister
- Peter Zimmermann, Theologiedozent an der Karl-Marx-Universität (Zimmermann gestand später, dass er lange Zeit als Inoffizieller Mitarbeiter „Karl Erb“ für das Ministerium für Staatssicherheit gearbeitet hatte.)[2]
- Bernd-Lutz Lange, selbständiger Kabarettist
- Kurt Meyer, Sekretär für Kultur der SED-Bezirksleitung Leipzig
- Jochen Pommert, Sekretär für Agitation und Propaganda der SED-Bezirksleitung Leipzig
- Roland Wötzel, Sekretär für Wissenschaft und Erziehung der SED-Bezirksleitung Leipzig

## Formulierung des Aufrufes
Am 9. Oktober rief Kurt Masur um 13.45 Uhr den SED-Kultursekretär Kurt Meyer an, mit dem er sich bereits drei Tage zuvor voller Sorge über die zunehmend bedrohliche Lage ausgetauscht hatte. Masur regte an, gemeinsam darüber nachzudenken, was man tun könne, um am Abend „das Schlimmste zu verhindern“. Daraufhin beriet sich Meyer mit seinen Sekretärskollegen Jochen Pommert und Roland Wötzel. Sie schlugen Masur vor, bei ihm zu Hause zusammenzukommen. Masur war einverstanden und willigte auch ein, dass der Theologe und CDU-Politiker Peter Zimmermann sowie der Kabarettist Bernd-Lutz Lange an dem Treffen teilnahmen. Dort formulierte die Gruppe gemeinsam ihren – an beide Seiten gerichteten – Aufruf zur „Besonnenheit“ samt dem Versprechen, sich für einen politischen Dialog einzusetzen.
Lange vervielfältigte den Text mit einer Schreibmaschine und Kohlepapier. Zimmermann lief mit den Durchschlägen in die vier Kirchen, in denen gerade die montäglichen Friedensgebete stattfanden, und bat die Pastoren, den Text am Ende des Gottesdienstes „mit allem Nachdruck“ zu verlesen. Der für Agitation und Propaganda verantwortliche Pommert organisierte, dass ein Mitarbeiter des Senders Leipzig vom Rundfunk der DDR, Michael Zock, den von Masur gesprochenen Text auf Tonband aufnahm. Eine Ansage durch Zock mit Nennung aller sechs Beteiligten wurde vorangestellt. Pommert veranlasste weiter, dass der Aufruf vom Stadtfunk Leipzig verbreitet wurde. Auch der Sender Leipzig strahlte ihn an diesem Tag in seiner Sendung Leipzig heute aus.

## Demonstration am 9. Oktober 1989
Am 9. Oktober standen 8000 Polizisten, Kampfgruppenmitglieder und NVA-Soldaten bereit. In den Krankenhäusern waren die Blutkonserven aufgestockt worden, medizinisches Personal wurde zu Spät- und Nachtschicht zwangsverpflichtet. Die Nikolaikirche war schon gegen 14 Uhr mit etwa 600 SED-Mitarbeitern besetzt. Zugverbindungen nach Leipzig waren erschwert. Trotz der drohenden Gefahr einer „chinesischen Lösung“ nach Vorbild des „Massakers vom Platz des Himmlischen Friedens“ fanden sich 70.000 Bürger nach den Friedensgebeten zusammen. Kurz vor Schluss des Friedensgebetes wurde in allen Kirchen der „Aufruf der Leipziger Sechs“ verlesen. Ab 18 Uhr wurde der Appell immer wieder über den Stadtfunk ausgestrahlt.

„Die Leipziger Bürger Professor Kurt Masur, Pfarrer Dr. Peter Zimmermann, der Kabarettist Bernd-Lutz Lange und die Sekretäre der SED-Bezirksleitung Dr. Kurt Meyer, Jochen Pommert und Dr. Roland Wötzel wenden sich mit folgendem Aufruf an alle Leipziger:“

„Unsere gemeinsame Sorge und Verantwortung haben uns heute zusammengeführt. Wir sind von der Entwicklung in unserer Stadt betroffen und suchen nach einer Lösung. Wir alle brauchen einen freien Meinungsaustausch über die Weiterführung des Sozialismus in unserem Land. Deshalb versprechen die Genannten heute allen Bürgern, ihre ganze Kraft und Autorität dafür einzusetzen, dass dieser Dialog nicht nur im Bezirk Leipzig, sondern auch mit unserer Regierung geführt wird. Wir bitten Sie dringend um Besonnenheit, damit der friedliche Dialog möglich wird. Es sprach Kurt Masur“

Tatsächlich verlief die folgende Demonstration mit über 70.000 Teilnehmern (manche Quellen sprechen von bis zu 100.000) erstmals ohne jede Gewaltanwendung. Als die Menschen am Hauptbahnhof vorbeizogen, zogen sich die Sicherheitskräfte zurück. Mit einer solchen Anzahl an Menschen hatte der Staat nicht gerechnet. Nach unbeantworteten Telefonaten nach Berlin entschieden der amtierende 1. Sekretär der Leipziger SED-Bezirksleitung Helmut Hackenberg und Polizeipräsident Generalmajor Gerhard Straßenburg den Rückzug und gaben die Anweisung: „Keine aktiven Handlungen gegen Personen zu unternehmen, wenn keine staatsfeindl. Aktivitäten u. Angriffe auf Sicherheitskräfte, Objekte u. Einrichtungen erfolgen“. Die Gründe und der genaue Hergang sind aber bis heute nicht vollständig geklärt. Auf den Treppenstufen zum Eingang der Bezirksverwaltung der Staatssicherheit („Runde Ecke“) wurden Kerzen aufgestellt. Gegen 20 Uhr war die Demonstration beendet.

## Radiosendung
- Leipzig, 9. Oktober 1989 – Eine Chronik der Ereignisse, Feature von Peter-Hugo Scholz, Regie: Ingo Colbow, Mitteldeutscher Rundfunk, 9. Oktober 2009.